# Ribàtskoie
Ribàtskoie (en rus: Рыбацкое) és un poble de l'óblast de Sakhalín, a l'Extrem Orient de Rússia, que el 2013 tenia 278 habitants. Pertany al districte d'Aniva.